# Jacques Henri Esnard
Pour les articles homonymes, voir Esnard.
Jacques Henri Esnard, né le 11 novembre 1764 à Mauzé (Deux-Sèvres), mort le 19 avril 1842 à Angoulême (Charente), est un général français de la Révolution et de l’Empire.

## États de service
Il entre en service le 12 janvier 1792, comme sous-lieutenant au 7e régiment d’infanterie de ligne, et il est nommé lieutenant le 26 avril 1792. Le 23 décembre 1793, il devient aide de camp du général Sauret à l’armée des Pyrénées occidentales, et il reçoit son brevet de capitaine le 28 décembre de la même année. Le 24 novembre 1794, il est nommé adjudant-général par le général Pérignon, et il est réformé par le comité de salut public le 5 décembre 1794.
Il est remis en activité le 4 septembre 1799, avec le grade de chef de bataillon au 1er bataillon auxiliaire des Hautes-Pyrénées, et il est incorporé le 22 mars 1800, dans la 14e demi-brigade d’infanterie de ligne. Le 4 avril 1800, il prend les fonctions d’aide de camp du général Duvignau à l’armée d’Italie, et après la disgrâce de son général, il est affecté le 9 août 1800, à l’état-major général de la 2e armée de réserve à Dijon.
Le 20 février 1801, il rejoint l’armée des Grisons, en qualité d’adjoint à l’état-major général, et le 21 mars 1802, il est placé à la suite de la 14e demi-brigade de ligne. Le 1er février 1804, il est détaché comme adjoint à l’état-major général du camp de Saint-Omer, et il est fait chevalier de la Légion d’honneur le 14 juin 1804.
De 1805 à 1807, il participe aux campagnes d’Autriche et de Prusse et de Pologne, au sein de la Grande Armée. Il est élevé au grade d’officier de la Légion d’honneur le 26 décembre 1805, et il reçoit ses épaulettes de major le 31 décembre 1806, au 100e régiment d’infanterie de ligne, puis en mai 1807, il est rappelé au dépôt du régiment à Strasbourg.
En 1809, il fait la campagne d’Autriche, et le 7 mars 1811, il se rend à Rouen pour y remplir les fonctions de membre du conseil de recrutement. Le 15 avril 1811, il reçoit son brevet de colonel en second, commandant du régiment de marche de l’armée du Midi et le 7 septembre 1811, il passe colonel en premier au 20e régiment d’infanterie de ligne. De 1811 à 1813, il est affecté à l’armée d’Espagne, et en janvier 1814, il est détaché avec la division Pannetier pour renforcer l’armée de Lyon. Il rejoint le 11 février 1814, et il est blessé le 19 février d’un coup de feu à la jambe gauche au combat de Bourg, puis le 11 mars suivant à Mâcon, il reçoit un coup de feu qui lui traverse la cuisse gauche.
Lors de la première restauration, le roi Louis XVIII le fait chevalier de Saint-Louis le 27 juin 1814, et le confirme dans son commandement du 20e régiment d’infanterie de ligne le 17 octobre suivant.
Pendant les Cent-Jours, il fait la campagne de 1815, à l’armée des Alpes, et il est promu général de brigade le 1er juillet 1815.
Au retour des Bourbons, sa promotion est annulée, et il est admis à la retraite le 18 décembre 1816, avec le grade de colonel.
Il meurt le 19 avril 1842, à Angoulême.

## Sources
- (en) « Generals Who Served in the French Army during the Period 1789 - 1814: Eberle to Exelmans »
- « Cote LH/905/21 », base Léonore, ministère français de la Culture
- A. Lievyns, Jean Maurice Verdot, Pierre Bégat, Fastes de la Légion-d'honneur, biographie de tous les décorés accompagnée de l'histoire législative et réglementaire de l'ordre, Tome 5, Bureau de l’administration, 1847, 575 p. (lire en ligne), p. 245.